# Конституция Филиппин
Конституция Филиппин — основной закон Республики Филиппины, именуемая также «Конституция 1987 года», утверждена Конституционной комиссией Филиппин 12 октября 1986 года; ратифицирована и вступила в действие 11 февраля 1987 года.
Текст конституции насчитывает 18 частей. В конституции декларируется, что Филиппины являются демократическим государством, республикой, исполнительная власть в которой принадлежит президенту. Конституция устанавливает разделение властей и светский характер государства.

## Принятие Конституции 1987 года
После свержения режима Ф. Маркоса в 1986 году и прихода к власти президента Корасон Акино, одним из её первых шагов было провозглашение необходимости принятия новой конституции страны, которая должна заменить конституцию 1973 года. По распоряжению К. Акино была создана конституционная комиссия в составе 50 человек, в которую вошли несколько бывших парламентариев, бывший председатель Верховного суда Филиппин Роберто Консепсьон, епископ Теодоро Бакани и кинорежиссёр Лино Брокка. В состав конституционной комиссии Акино также ввела пять человек из окружения бывшего президента Маркоса, в частности, бывшего министра труда Бласа Опле. Председателем конституционной комиссии была избрана Сесилия Муньос-Пальма, работавшая членом Верховного суда Филиппин с 1973 года.
Комиссия подготовила проект новой Конституции в течение четырех месяцев, 12 октября 1986 года она завершила работу и представила проект Конституции президенту Акино 15 октября. Многие положения новой Конституции вызвали ожесточённые споры в ходе обсуждения — как, например, вопросы об отмене смертной казни, статусе американских военных баз Кларк и Субик-бей, а также включение в текст Конституции вопросов экономической политики. Из-за разногласий Л. Брокка вышел из комиссии до завершения её работы, а двое других членов комиссии выразили несогласие с окончательным текстом проекта.
Новая конституция была принята на общенациональном референдуме 2 февраля 1987 года. 76,37 % проголосовавших (17 059 495 голосов) высказались за утверждение Конституции, против — 22,65 % (5 058 714 голосов). 11 февраля 1987 года новая Конституция была ратифицирована и введена в действие, государственные служащие присягнули президенту К. Акино в тот же день.

## Структура Конституции 1987 года
Конституция состоит из преамбулы и 18 частей.
Преамбула

Мы, суверенный народ Филиппин, взывая с мольбой о помощи к Всемогущему Богу, ставя перед собой великую цель построить справедливое и гуманное общество, учредить правительство, которое воплотит наши идеалы и устремления, содействует укреплению общего блага, сбережет и приумножит наше наследие, а также сохранит для настоящих и последующих поколений благословение независимости и демократии в рамках закона и правового режима, основанного на правде, справедливости, свободе, любви, равенстве и мире, в законодательном порядке принимаем и провозглашаем данную Конституцию.— Конституция Филиппин
- Часть I — Национальная территория
- Часть II — Декларации принципов и государственной политики
- Часть III — Билль о правах
- Часть IV — Гражданство
- Часть V — Избирательное право
- Часть VI — Законодательное департамента
- Часть VII — Исполнительный департамент
- Часть VIII — Судебный департамент
- Часть IX — Конституционная комиссия
- Часть X — Местное самоуправление
- Часть XI — Подотчетность государственных служащих
- Часть XII — Национальная экономика и наследие
- Часть XIII — Социальная справедливость и права человека
- Часть XIV — Образование, наука и технологии, искусство, культура и спорт
- Часть XV — Семья
- Часть XVI — Общие положения
- Часть XVII — Внесение поправок и изменений Конституции
- Часть XVIII — Переходные положения.